# Конев, Виктор Александрович
Виктор Александрович Конев (1924—1998) — подполковник КГБ СССР, участник Великой Отечественной войны, Герой Советского Союза (1945).

## Биография
Виктор Конев родился 21 августа 1924 года в посёлке Шимановск (ныне — город в Амурской области). Проживал в Хабаровске, где окончил десять классов школы и работал слесарем по ремонту железнодорожных дрезин. В августе 1942 года Конев был призван на службу в Рабоче-крестьянскую Красную Армию. В марте 1943 года он ускоренным курсом окончил Хабаровское миномётное училище. С мая того же года — на фронтах Великой Отечественной войны. Принимал участие в боях на Воронежском, Степном, 2-м и 3-м Украинском, 1-м Белорусском фронтах, три раза был ранен. Участвовал в Курской битве, освобождении Украинской и Молдавской ССР, Польши, боях в Германии. К январю 1945 года гвардии лейтенант Виктор Конев командовал взводом 45-миллиметровых орудий 288-го гвардейского стрелкового полка 94-й гвардейской стрелковой дивизии 1-го Белорусского фронта. Отличился во время освобождения Польши.
14 января 1945 года взвод Конева переправился через Пилицу в районе населённого пункта Михалув-Дольны в 15 километрах к юго-западу от города Варка и принял активное участие в захвате и удержании плацдарма на его западном берегу. Взвод успешно подавил вражеские огневые точки и захватил вражескую батарею 75-миллиметровых орудий. Действия взвода Конева способствовали успешному наступлению вперёд стрелковых частей.
Указом Президиума Верховного Совета СССР от 27 февраля 1945 года за «образцовое выполнение боевых заданий командования на фронте борьбы с немецкими захватчиками и проявленные при этом мужество и героизм» гвардии лейтенант Виктор Конев был удостоен высокого звания Героя Советского Союза с вручением ордена Ленина и медали «Золотая Звезда» за номером 5626.
В октябре 1946 года в звании старшего лейтенанта Конев был уволен в запас. Первоначально проживал в городе Зенькове Полтавской области, где работал заместителем директора ремесленного училища. С 1950 года — на службе в органах МГБ/КГБ СССР. Проживал в Калининграде, затем в Риге, работал в местных органах государственной безопасности. В 1960 году Конев окончил Высшую партийную школу, после чего работал инструктором Московского райкома КПСС Риги. В 1980 году в звании подполковника он вышел в отставку. Продолжал проживать в Риге, до выхода на пенсию работал инструктором в ДОСААФ Пролетарского района Риги. Скончался 3 февраля 1998 года, похоронен в Риге.
Был также награждён орденами Красного Знамени, Отечественной войны 1-й и 2-й степеней, Красной Звезды, рядом медалей.